# Temnora vumbui
Temnora vumbui är en fjärilsart som beskrevs av Stevenson 1938. Temnora vumbui ingår i släktet Temnora och familjen svärmare. Inga underarter finns listade i Catalogue of Life.